# Kakawa-Kolonia
Kakawa-Kolonia est une localité polonaise de la gmina de Godziesze Wielkie, située dans le powiat de Kalisz en voïvodie de Grande-Pologne.